# Ambrosio de Funes Villalpando
Ambrosio de Funes Villalpando y Abarca de Bolea (Zaragoza, 1720-Madrid, 1780), conocido como el conde de Ricla, fue un general español, virrey de Navarra y capitán general de Cuba y de Cataluña.

## Biografía
Nació en el seno de una familia noble favorecida por la nueva dinastía de los Borbones, siendo su padre José Pedro de Alcántara Funes de Villalpando, conde de Atarés y del Villar, mientras que su madre era María Francisca Abarca de Bolea, tía del conde de Aranda. 
Desde adolescente fue encauzado por su padre hacia la carrera militar, a los veinte años participa en la guerra de sucesión austriaca, sus éxitos militares le llevaron a ser nombrado en 1763 capitán general de la isla de Cuba y todas las tierras pertenecientes a esta capitanía, Puerto Rico, La Florida, Luisiana y Santo Domingo.
Su administración comienza después de ser recuperada La Habana de manos de los ingleses, que un año antes habían logrado hacer capitular la villa. En La Habana realiza una interesante labor de reorganización y ampliación del ejército y completa el sistema de fortalezas de La Habana, comenzando los trabajos de construcción de la fortaleza de San Carlos de La Cabaña, la mayor fortificación colonial construida en el continente americano, después del complejo militar del Castillo San Felipe del Morro y del de San Cristóbal de los Caballeros en San Juan de Puerto Rico.
Terminado su periodo de gobernación en Cuba, regresa a España, donde es nombrado virrey de Navarra, capitán general de Cataluña, y durante el reinado de Carlos III, secretario de guerra.
Fallece en Madrid, el 15 de julio de 1780 a los sesenta años de edad.
| Predecesor: Juan de Prado Mayoera Portocarrero y Luna | Capitán general de Cuba 1763-1765     | Sucesor: Diego Manrique                             |
| Predecesor: Honorato Ignacio de Glymes de Brabante    | Virrey de Navarra 1765-1768           | Sucesor: Alonso Vicente de Solís y Folch de Cardona |
| Predecesor: Bernard O'Connor Phaly                    | Capitán general de Cataluña 1768-1772 | Sucesor: Bernard O'Connor Phaly                     |
| Predecesor: Juan Gregorio Muniain                     | Secretario de Guerra 1772-1780        | Sucesor: Miguel de Músquiz                          |